# Річківський район
Річківський райо́н — колишній район Сумської округи.

## Історія
Утворений як Річанський район 7 березня 1923 року з центром в селі Річки у складі Сумської округи Харківської губернії з Річанської, Павлівської і Ястребинської волостей.
Ліквідований 15 вересня 1930 року, територія приєднана до Білопільського району.